# 1951 en Israël
Chronologie d'Israël (en)
- 1947
- 1948
- 1949
- 1950
- 1951
- 1952
- 1953
- 1954
- 1955

Cette page concerne les évènements survenus en 1951 en Israël  :

## Évènement
- Poursuite de l'opération Ezra et Néhémie.
- Loi israélienne sur l'égalité des droits des femmes (en)
- 4 avril : Incident Al-Hamma (en)
- 18 mai : Résolution 93 du Conseil de sécurité des Nations unies
- 30 juillet : Élections législatives
- 1er septembre : Résolution 95 du Conseil de sécurité des Nations unies
- 19 novembre : Élection présidentielle

## Sport
- Saison de football israélien 1950-1951 (en)
- Saison de football israélien 1951-1952 (en)

## Culture
- Sortie du film Jour d'indépendance.

## Création
- Agriculture et Développement (parti politique)
- Ahituv (en)
- Association scoute catholique en Israël (en)
- Ashot Ashkelon (en)

## Dissolution - Fermeture
- Association yéménite (en) (parti politique)
- Front religieux uni (alliance politique)
- Hatzohar (parti politique)

## Naissance
- Hanan Awwad (en), poétesse.
- Dalia Ben-Ari (he), journaliste.
- Daniel Carmon (he), diplomate.
- Shim'on Gelbetz (he),
- Joshua Griffit (he), peintre.

## Décès
- Meir Gur-Arie (he), peintre.
- Paul Lazarus (he), rabbin.
- Menachem Shemi (he), peintre.